# 黃民安
黃民安（英語：Min-An Huang，1979年12月6日—2021年3月13日），台灣演員。畢業於中國文化大學戲劇學系，再現劇團的團長。
2021年3月13日，黃民安於阮劇團《草草戲劇節》演出途中辭世，終年41歲。根據報導，原因為心源性休克。

## 演出作品

### 電影
- 2013年 崗華影視《阿罩霧風雲》飾演林朝棟
- 2015年《盜賊狂想曲》飾演唐諾
- 2016年 湖南影像創客空間《重返艾澤拉斯》飾演黃天浩
- 2017年 湖南影像創客空間《女神解碼器》飾演阿禾
- 2020年《幽灵螳螂》飾演苏浩
- 2021年《荒野寻踪》飾演

### 電視劇
- 2002年，東森戲劇台八點檔《萬家燈火》飾演何守謙
- 2002年，華視金鐘劇場《宮璽發財》飾演李宮璽
- 2013年，稻田電影工作室，《刺蝟男孩》飾演：假山東

### 舞臺劇
- 2002年 大可樂果劇團《雷雨》
- 2002年 大可樂果劇團《戀愛一籮筐》
- 2004年 中國文化大學藝術學院聯合公演《暴風雨》
- 2005年 中國文化大學戲劇學系第三十九屆校外公演《雅克和他的主人》
- 2007年 大可樂果劇團《灰姑娘》、《白雪公主》
- 2008年 再現劇團「臺北事變－小劇場經典再襲擊」《房間裡的衣櫃》
- 2008年 再現劇團2008地下劇會《突然獨身》
- 2009年 再現劇團「獨立喧言計畫」《獨角獸》
- 2009年 再現劇團2009地下劇會《安靜》
- 2009年 再現劇團《關於洛芙的十五首＿What is Love?concert》
- 2009年 國立臺北藝術大學戲劇系畢業製作《天堂邊緣》
- 2010年 再現劇團《第八日》（擔任製作人）
- 2010年 再現劇團2010地下劇會【地獄樂園】《嚇嚇叫之恐怖箱》
- 2011年 再現劇團《迷彩馬戲團》
- 2011年 再現劇團2010地下劇會【被遺忘的角落】《下水道》
- 2011年 臺北藝穗節《深層腦部刺激》《地地日記》
- 2011年 身體氣象館《黑洞3》
- 2011年 1911劇團 《愛情翻花繩》
- 2012年 禾劇團《七種靜默：懶惰》
- 2012年 文化大學藝術學院院展《鳳凰變》
- 2012年 再現劇團2012地下劇會【BUSHIBAN】／澳門藝穗節《黃安／一生必學的魔術》
- 2013年 華山藝術生活節 汽車劇闖 《下午茶的意外插曲》
- 2013年 狂想劇場 臺北北京巡演 《I AM THE MAN》
- 2013年 中國文化大學藝術研究所戲劇組畢業製作《蝴蝶君》
- 2014年 傅德揚X徐硯美《你可以犯賤一點》
- 2014年 狂想劇場《洗》
- 2015年 非常林奕華《紅樓夢》中國巡迴版
- 2015年 日本利賀藝術節黑眼睛跨劇團《戰場上的野餐》
- 2015年 狂想劇場《I AM THE MAN》
- 2015年 再現劇團《已讀＃不回》
- 2015年 黑眼睛跨劇團 對幹藝術節《做掉她》
- 2016年 再現劇團【谷崎潤一郎官能合聲】《卍》
- 2016年 窮劇場《七種靜默：懶惰》
- 2021年 再現劇團《草草戲劇節》邀演（黃民安在演出此戲劇時因心源性休克猝逝[1][2]）

### 短片
- 2005年 麥當勞板烤米香堡-高爾夫球篇
- 2009年 許哲珮MV《蠅》
- 2011年 台新銀行公益廣告－孤兒院篇
- 2011年 莒光園地電視單元劇《背叛》
- 2012年 許慧欣MV《黑天鵝》
- 2015年 保德信人壽微電影《0.02的堅持》飾演王嘉納
- 2020年 【公車友善心運動】《萱萱的冒險日記》飾演萱萱父親

## 教學經歷
- 2018年《山下學堂》戲劇遊戲、鏡頭前表演 課程教師
- 2017年 優酷、芒果娛樂、艾德韋宣聯合出品《超次元偶像》表演指導

## 藝術創作
- 2015年 《身體的旅行》持續進行中
- 2014年 《光劍製作》持續進行中
- 2012年 《城市畫布》受邀鳳甲美術館參展『複眼：臺北圖宰場』
- 2011年 《城市畫布》參與第三屆『車庫藝術祭』
- 2011年 再現劇團－地下劇會【被遺忘的角落】《下水道》
- 2010年 再現劇團－地下劇會【地獄樂園】《嚇嚇叫恐怖箱》

## 外部連結
- 黃民安在互联网电影资料库（IMDb）上的資料（英文）
- 黃民安在豆瓣上的资料（简体中文）
- 再現劇團 - 黃民安（页面存档备份，存于）
- 《重返艾泽拉斯》上线引发热议 被赞“接地气”（页面存档备份，存于）